# István Türr
István Türr, madžarski general, revolucionar, arhitekt, inženir in mirovni aktivist, * 10. avgust 1825, † 3. maj 1908.

## Življenjepis
Kot poročnik avstrijske vojske je dezertiral in se pridružil revolucionarnim gibanjem, ki so nastala v letu 1848. Najbolj je znan po svoji vlogi pri združevanju Italije. Po koncu tretje italijanske osamosvojitvene vojne se je posvetil gradnji kanalov in mirovnemu aktivizmu.